# كة كوسان (مقاطعة ديواندرة)
كة كوسان (بالفارسية: که کوسان) هي قرية تقع في قسم تشهل تششمه الريفي (مقاطعة ديواندرة) في إيران. يقدر عدد سكانها بـ 100 نسمة بحسب إحصاء 2016.